# Illinoia
Illinoia  (лат.) — род тлей из подсемейства Aphidinae. Около 45 видов в Северной Америке. Несколько видов интродуцированы в Евразию (Россия, Украина, Турция, Illinoia dzhibladzeae), в Японию (Illinoia liriodendri).

## Описание
Мелкие насекомые, длина 1,1—5,0 мм, тело чёрного цвета (на птеростигме крыла расположено белое пятно).
Ассоциированы, главным образом, с растениями Ericaceae, и несколько видов встречаются на Rubus и Lonicera. Диплоидный набор хромосом 2n=10. Близки к тлям рода Amphorophora
.
- Подрод Amphorinophora MacGillivray, 1958
  - Illinoia crystleae (Smith & Knowlton, 1939)
- Подрод Illinoia Wilson, 1910 (= Ericobium MacGillivray, 1958)
  - Illinoia alni (Mason, 1925)
  - Illinoia andromedae (MacGillivray, 1958)
  - Illinoia azaleae (Mason, 1925)
  - Illinoia borealis (Mason, 1925)
  - Illinoia brevitarsis (Gillette & Palmer, 1933)
  - Illinoia canadensis (MacGillivray, 1958)
  - Illinoia ceanothi (Bartholomew, 1932)
  - Illinoia corylina (Davidson, 1914)
  - Illinoia dzhibladzeae Shaposhnikov[4][5]
    - = Masonaphis caucasica Bozhko, 1976
    - = Illinoia caucasicum

  - Illinoia finni (MacGillivray, 1958)
  - Illinoia goldmaryae (Knowlton, 1938)
  - Illinoia gracilicornis (MacGillivray, 1958)
  - Illinoia grindeliae (Williams, 1911)
  - Illinoia liriodendri (Monell, 1879)[6][7][8]
  - Illinoia macgillivrayae (Hille Ris Lambers, 1966)
  - Illinoia masoni (Knowlton, 1928)
  - Illinoia morrisoni (Swain, 1918)
  - Illinoia pallida (Mason, 1925)
  - Illinoia patriciae  (Robinson, 1969)
  - Illinoia pepperi  (MacGillivray, 1958)[9]
  - Illinoia phacelia  (Essig, 1942)
  - Illinoia reticulata  (Mason, 1925)
  - Illinoia richardsi  (MacGillivray, 1958)
  - Illinoia simpsoni  (MacGillivray, 1958)
  - Illinoia spiraeae  (MacGillivray, 1958)
  - Illinoia spiraecola  (Patch, 1914)
  - Illinoia subviride  (MacDougall, 1926)
  - Illinoia thalictri  (MacGillivray, 1958)
  - Illinoia wahnaga (Hottes, 1952)
- Подрод Masonaphis Hille Ris Lambers, 1939
  - Illinoia lambersi (MacGillivray, 1960)
  - Illinoia magna (Hille Ris Lambers, 1974)
  - Illinoia menziesiae (Robinson, 1969)
  - Illinoia paqueti (MacGillivray, 1958)
  - Illinoia pinawae (Robinson, 1973)
  - Illinoia rhododendri (Wilson, 1918)
  - Illinoia rhokalaza (Tissot & Pepper, 1944)
  - Illinoia wilhelminae (Hille Ris Lambers, 1962)
- Подрод Oestlundia Hille Ris Lambers, 1949)
  - Illinoia davidsoni (Mason, 1925)
  - Illinoia maxima (Mason, 1925)
  - Illinoia rubicola (Oestlund, 1886)